# Beethoven 2.
A Beethoven 2. (eredeti cím: Beethoven's 2nd) 1993-ban bemutatott amerikai családi filmvígjáték, ami egy évvel az első rész megjelenése után jelent meg. Ebben a folytatásban Charles Grodin, Bonnie Hunt, Dean Jones, Nicholle Tom, Sarah Rose Karr és Christopher Castile visszatértek a szerepükbe, valamint Debi Mazar és Chris Penn egy antagonista szerepben. 
A forgatókönyvet Len Blum írta, Rod Daniel rendezte, a producere Ivan Reitman. A mozifilmet ezen kívül még négy folytatás és egy tévéfilmsorozat követte. 
A történet egy bernáthegyi kutya kalandjait követi nyomon, aki nevét a híres zeneszerző, Ludwig van Beethoven után kapta.

## Cselekmény
Beethoven továbbra is Newtonéknál éli kellemes életét, és egy nap, az egyik sétáján találkozik Missyvel, egy gyönyörű és kacér bernáthegyi szukával, akivel szerelmi viszonya lesz, amely idővel folytatódik, és négy gyönyörű kiskutyának ad életet. Ám amikor a kutya gonosz gazdája, Regina elviszi őt és barátját, Floydot vidékre, a két kutyát elválasztják egymástól, így a három Newton-gyerek, Ryce, Ted és Emily vigyáznak a kutyákra, amennyire csak tudnak, és amikor George, a családapa úgy dönt, hogy szabadságra megy, július 4-e előestéjén négy napra elviszi a családját (Beethovennel és a kiskutyákkal együtt) egy vidéki házba. Ott kezdődnek a bonyodalmak, amikor Beethoven újra találkozik Missyvel. Végül Brillo, Regina volt férje kapja meg Missy felügyeleti jogát, és mindketten meglátogatják Newtonékat, ahol meglátják a felnőtt kiskutyákat.

## Szereplők
| Szereplő                 | Színész             | Magyar hang (1993-1994) |
| ------------------------ | ------------------- | ----------------------- |
| George Newton            | Charles Grodin      | Helyey László           |
| Alice Newton             | Bonnie Hunt         | Pápai Erika             |
| Ryce Newton              | Nicholle Tom        | Csondor Kata            |
| Ted Newton               | Christopher Castile | Simonyi Balázs          |
| Emily Newton             | Sarah Rose Karr     | Szentesi Dóra           |
| Regina                   | Debi Mazar          | Kiss Erika              |
| Floyd                    | Chris Penn          | Hankó Attila            |
| Taylor Devereaux         | Ashley Hamilton     | Fekete Zoltán           |
| Seth                     | Danny Masterson     | Bartucz Attila          |
| Janie                    | Catherine Reitman   | Dögei Éva               |
| Cliff Klamath            | Maury Chaykin       | Kardos Gábor            |
| Michelle                 | Heather McComb      | Simonyi Piroska         |
| Bankár                   | Scott Waara         | Rosta Sándor            |
| Gus, a gondnok           | Jeff Corey          | Benkő Gyula             |
| Miss Linda Anderson      | Virginia Capers     |                         |
| Baseballcsapat kapitánya | Devon Gummersall    | Markovics Tamás         |
| Baseballcsapat kapitánya | Jason Perkins       |                         |
| Arthur Lewis             | Pat Jankiewicz      |                         |
| Brillo, Missy gazdája    | Kevin Dunn          | Koroknay Géza           |
| Steve                    | William Schallert   | Versényi László         |